# Vivian Reed
Vivian Reed (17 de abril de 1894 – 19 de julio de 1989) fue una actriz cinematográfica estadounidense, activa principalmente en la época del cine mudo. 
Nacida en Pittsburgh, Pensilvania, actuó en un total de 36 filmes entre 1914 y 1938. 
Estuvo casada con el director cinematográfico Alfred E. Green, con el que tuvo tres hijos, Douglas Green, Hilton A. Green, y Marshall Green, todos los cuales trabajaron como ayudantes de dirección.
Una de sus cintas, The Lad and the Lion (1917), fue la primera adaptación al cine de una novela de Edgar Rice Burroughs, anterior a las películas de Tarzán. Al igual que con otras muchas cintas de la época, hoy en día no se conserva ninguna copia del film.
Vivian Reed falleció en 1989 en Woodland Hills (Los Ángeles), California.

## Selección de su filmografía
| Año  | Film                             | Papel                                  |
| ---- | -------------------------------- | -------------------------------------- |
| 1914 | The Patchwork Girl of Oz         | Logo de Ozma                           |
| 1914 | The Magic Cloak of Oz            | Quavo                                  |
| 1914 | His Majesty, the Scarecrow of Oz | Princesa Gloria, sobrina del Rey Krewl |
| 1914 | The Last Egyptian                | Aneth Consinor                         |
| 1917 | The Lad and the Lion             | Nakula                                 |
| 1917 | Bull's Eye                       | Cora Clayton                           |
| 1918 | The Guilty Man                   | Marie Dubois                           |